# Sybra frasersi
Sybra frasersi là một loài bọ cánh cứng trong họ Cerambycidae.